# Antoni Rius i Miró
Antoni Rius i Miró (Reus, 15 de maig de 1890 - Madrid, 2 de juny 1973) fou un científic reusenc fill d'un comerciant tradicional de la ciutat. Acadèmic de la Reial Acadèmia de Ciències Exactes, Físiques i Naturals.

## Biografia
Es va llicenciar en Ciències per la Universitat de Barcelona i es va doctorar a la de Madrid el 1910 amb matrícula d'honor. El 1912 va guanyar la càtedra de química a l'Escola d'Indústries de Santander i en aquest temps va ampliar estudis, pensionat pel govern, a Lausana i Zúric, Suïssa. El 1919 viatjà a Alemanya. Va col·laborar amb Joan Abelló Pascual en la indústria farmacèutica. El 1922 impartia classes a l'Escola Industrial de Saragossa. El 1945 ingressà a la Reial Acadèmia de Ciències Exactes, Físiques i Naturals de Madrid i el 1960 a la Reial Acadèmia Nacional de Farmàcia. Fou president de la Reial Societat Espanyola de Física i Química de Madrid, vicepresident del Consell Superior d'Investigacions Científiques i vocal dels Patronats Alfonso el Sabio i Juan de la Cierva. i catedràtic de la Universitat Central de Madrid.
Va rebre la gran creu de l'Orde d'Alfons X el Savi i fou cavaller de l'Orde de l'Infant Dom Henrique de Portugal. La ciutat de Reus li ha dedicat un carrer. Era oncle de l'advocat i jurista Antoni Pedrol Rius.